# 上中啓三
上中啓三（うえなか けいぞう、1876年（明治9年）6月29日 - 1960年（昭和35年）1月11日）は、日本の化学者、薬剤師。ニューヨークで高峰譲吉の助手としてアドレナリンの発見に貢献し、帰国後はアドレナリンの製造開発に尽力したことにより知られる。

## 来歴
1876年、兵庫県塩瀬村名塩（現：西宮市名塩）に生まれる。10歳の時に大阪のミッションスクールに入学して英語や化学を学んだ後、大阪道修町の薬問屋にて丁稚として働く。1891年共立薬学校（現・大阪大学薬学部）に入学し、1894年には薬剤師国家試験に合格して薬剤師となる。その後東京帝国大学医学部薬学科に入学し、「日本近代薬学の開祖」として知られる長井長義のもとで研究生活を送る。
1899年に渡米し、ニューヨークの研究所に在籍していた高峰譲吉の助手となる。そして高峰と共に牛の副腎からアドレナリンの抽出と結晶化に成功し、世界初となるホルモンの抽出を実現させた。アドレナリンの研究後はパーク・デービス社（現ファイザー）等の製薬会社に勤務した後、1916年に帰国。高峰が社長を務める三共（現・第一三共）に入社して、アドレナリンや同じく高峰が発見したタカジアスターゼの研究開発に取り組んだ。
1933年、監査役を最後に三共を退職。1960年に83歳にて死去。

## 関連作品

### 映画
- 『さくら、さくら 〜サムライ化学者・高峰譲吉の生涯〜』（2010年、演：丸山敦史）